# Burgruine Starhemberg

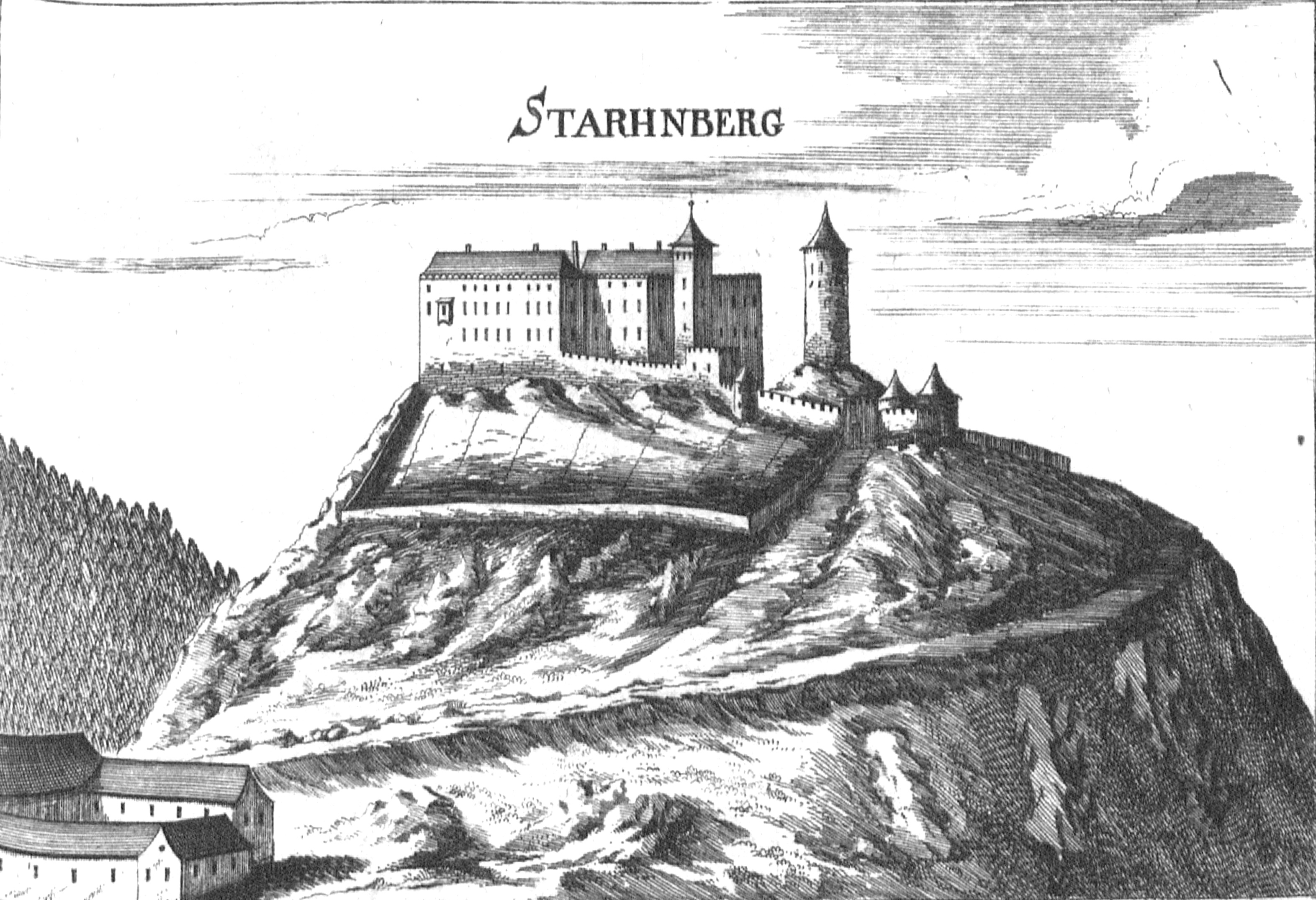
Kupferstich von Georg Matthäus Vischer aus dem Jahr 1672

Grundriss der Burg Starhemberg

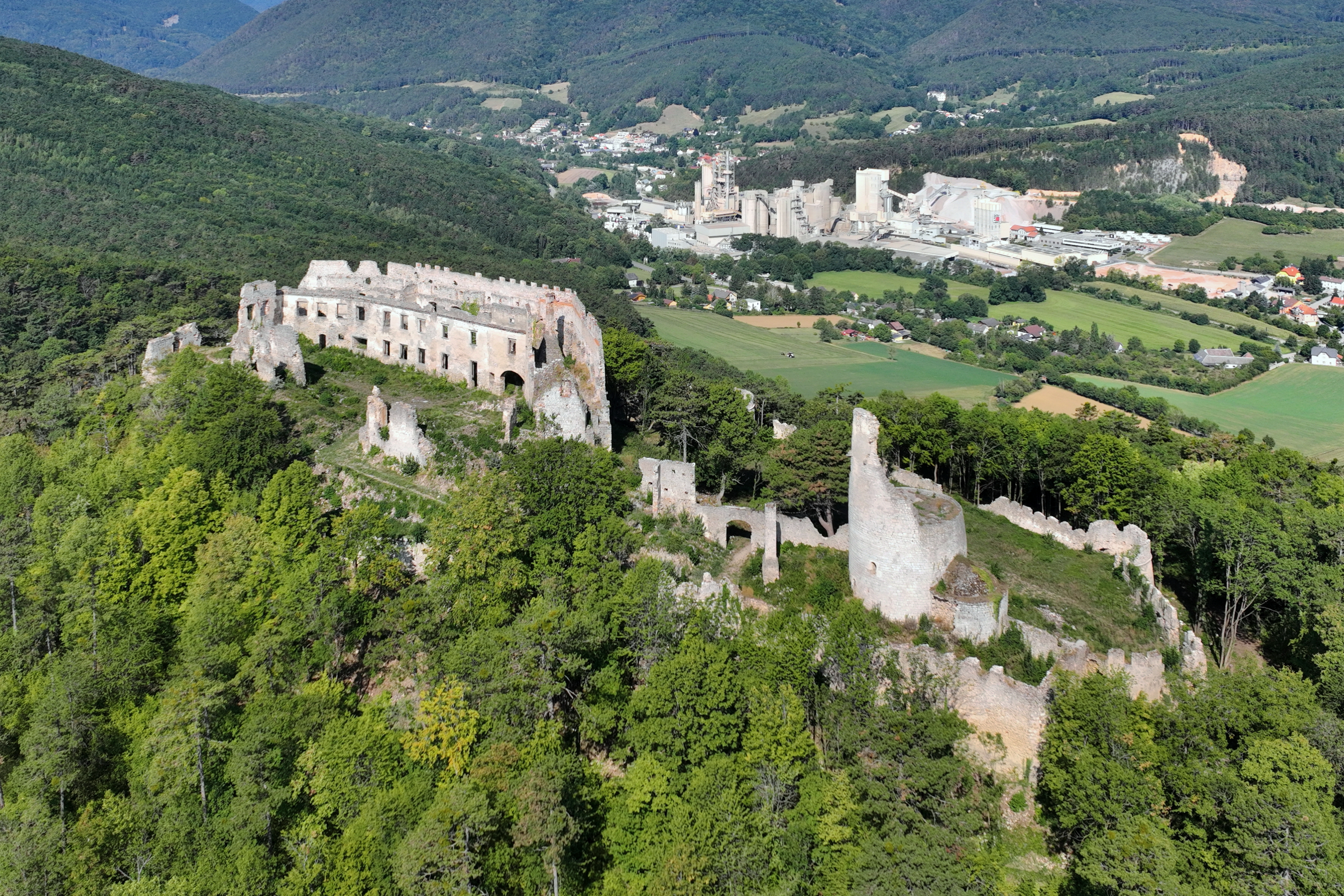
Luftaufnahme der Burgruine Starhemberg

Die Burgruine Starhemberg liegt im Piestingtal in Niederösterreich auf einem Hügel unweit von Dreistetten (Gemeinde Markt Piesting). Eine Sanierung mit schrittweiser Öffnung ist geplant (zurzeit ist das Gelände aus Sicherheitsgründen gesperrt).

## Lage
Die große Ruine der Höhenburg erstreckt sich auf der Bergkuppe von Südwest nach Nordost.

## Geschichte
Der Name Starhemberg wird vom ursprünglichen Namen 'starker Berg' oder 'Starkenberg' abgeleitet. Die Burg ist nicht zu verwechseln mit gleichnamigen Schlössern in Oberösterreich, dem Schloss Starhemberg (Haag am Hausruck), namensgebendem Sitz des Fürstenhauses Starhemberg, und dessen heutigem Sitz Schloss Starhemberg (Eferding). Die hier behandelte Burgruine stand in keinem Zusammenhang mit dem bekannten Apostelgeschlecht.
Die Burganlage wurde wahrscheinlich um 1160 errichtet, wie neueste Forschungen belegen. Die Piesting war zu dieser Zeit die Grenze zwischen der Steiermark und der Ostmark. Die ältesten Besitzer waren die Herren von Starchemberg, die im 12. Jahrhundert ausstarben. Auf sie geht auch das Schloss Fischau zurück.
1147 gehörte die Burg Adalram von Waldeck, der sie Ottokar III. Markgrafen von Steiermark vermachte. Der „mons Starchemberc“ (mit dazugehöriger Herrschaft) war die Entschädigung für die Übernahme der Vogtei, die er als Klosterbruder nicht mehr ausüben konnte. Ottokar erweiterte und vollendete als Gegenleistung für die Herrschaften „Waldeck und Storhenberg“ Adalrams Stiftung, die Abtei Seckau. Adalram trat als Konverse in sein Kloster ein. Auch seine Frau Richinza von Perg (⚭ um 1130) wurde eine Nonne. 1192 fiel die Steiermark und damit auch die Burg an die Babenberger. Der letzte Herzog der Babenberger, Friedrich der Streitbare, ließ die Burg ausbauen. Im 13. Jahrhundert zählte die Starhemberg zu den bedeutendsten Burgen in Niederösterreich. Auf der zu dieser Zeit entstandenen Ebstorfer Weltkarte sind auf dem Gebiet des Herzogtums Österreich nur Wien, Krems und die Burg Starhemberg eingezeichnet.
Zur Mitte des 13. Jahrhunderts war das Familien-Archiv der Babenberger hier aufbewahrt und wurde vom Deutschen Ritterorden – nach dem Tod Friedrich II. – bewacht. Nach der Schlacht von Dürnkrut 1278 erhielten die Habsburger die Burg. 1482 wurde die Burg von Truppen des ungarischen Königs Matthias Corvinus eingenommen und jahrelang besetzt. Unter ihm war Sigmund Spaur III. von 1480 bis 1491 Pfleger auf Starhemberg. Er könnte mit dem Umbau begonnen und auf einem fertiggestellten Renaissancetrakt sein Wappen angebracht haben.
Anna Maria von Heussenstein (1545–1633/35) erbte von ihrer Mutter Anna von Petschach, verheiratete Welzer von Eberstein, die Herrschaft Starhemberg-Hernstein. Ihr Mann war der aus Deutschland zugewanderte protestantische Hans von Heussenstein, Kämmerer beim Kaiser. Der Kaiser verpfändete aber die Burg an Francisco Lasso de Castilla und dann an die Bürger von Taxis. 1570 gab es ein starkes Erdbeben. Heussenstein musste die Herrschaft 1577 für 24.500 Gulden zurückkaufen.
Bei der Zweiten Wiener Türkenbelagerung von 1683 bot die Burg der umliegenden Bevölkerung Schutz vor den Truppen der Osmanischen Armee.
Um der neuen Dachsteuer zu entgehen, ließen die Grafen Heussenstein um 1800 Türen und Fensterstöcke herausbrechen und die Dächer abdecken. Damit begann der Verfall der Burg. 1817 kam die Ruine an den Freiherrn Stephan von Badenthal. 1830 erwarb Erzherzog Rainer von Österreich (1783–1853), Vizekönig von Lombardo-Venetien, die Herrschaft. Um 1870 stürzte ein Großteil des Palas ein. Bis in die Mitte des 20. Jahrhunderts wurde die Ruine von der Bevölkerung zur Gewinnung von Baumaterial verwendet. 1913 erbte sie die Familie Hubert Salvator Habsburg-Lothringen, die sie auch heute noch besitzt.
Im Frühjahr 1945 lag in der Ruine eine Einheit der Waffen-SS, die am Turm über der Kapelle einen Beobachtungsposten unterhielt. Artilleriefeuer fügte den Mauern schwere Schäden zu.
Schon ab 1931 hatte sich der Verein der „Freunde der Burg Starhemberg“ um die Sanierung der Burgruine bemüht; seit 2019 sind wieder intensive Aktivitäten des Vereins im Gange. Die Burgruine ist aus Sicherheitsgründen für Besucher gesperrt.
Auf der Grundlage eines am 2. August 2022 geschlossenen Vertrages zwischen den Eigentümern, der Familie Habsburg-Lothringen, und der Gemeinde Markt Piesting wurde das Burgareal von der Gemeinde gepachtet, um eine Sanierung und Erhaltung sowie in der Folge eine schrittweise Öffnung zu ermöglichen.

## Bildergalerie

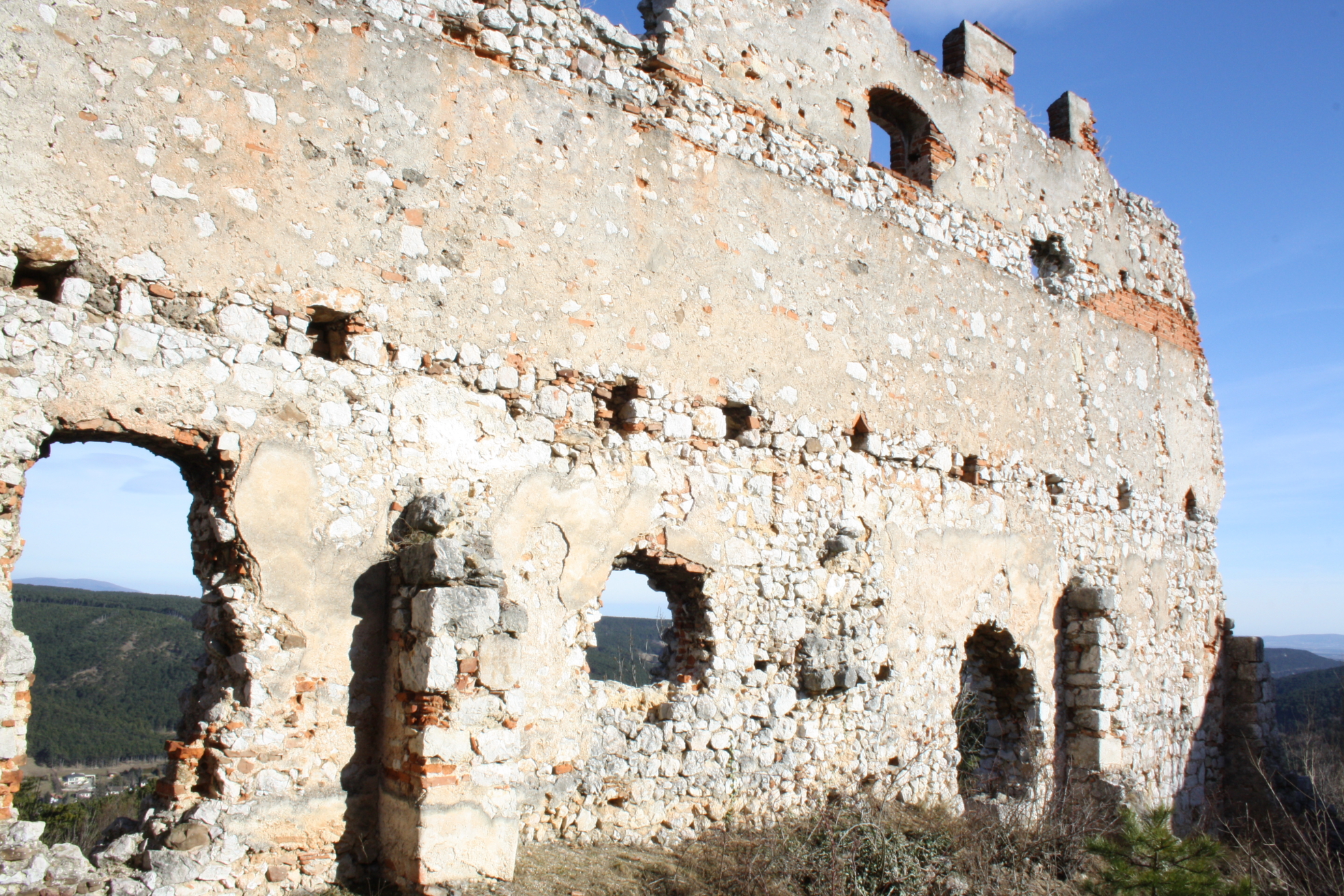
Nordöstliche Außenmauer des Wohntraktes mit Einschusslöchern von der sowjetischen Artillerie.
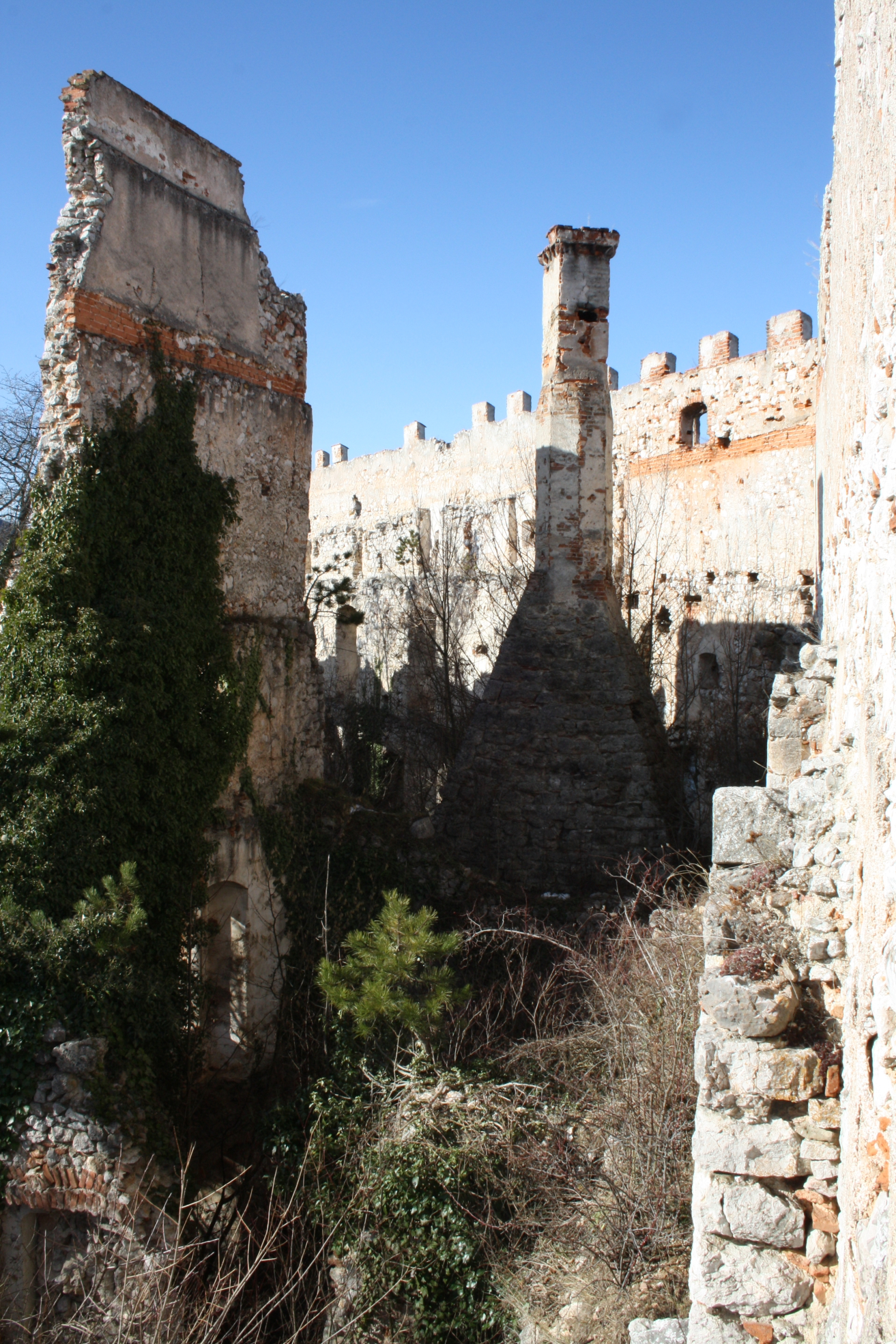
Der Küchenschornstein mit Kalktuffpyramide. Dahinter die nordwestliche Ringmauer (Außenmauer des nördlichen Wohntraktes).
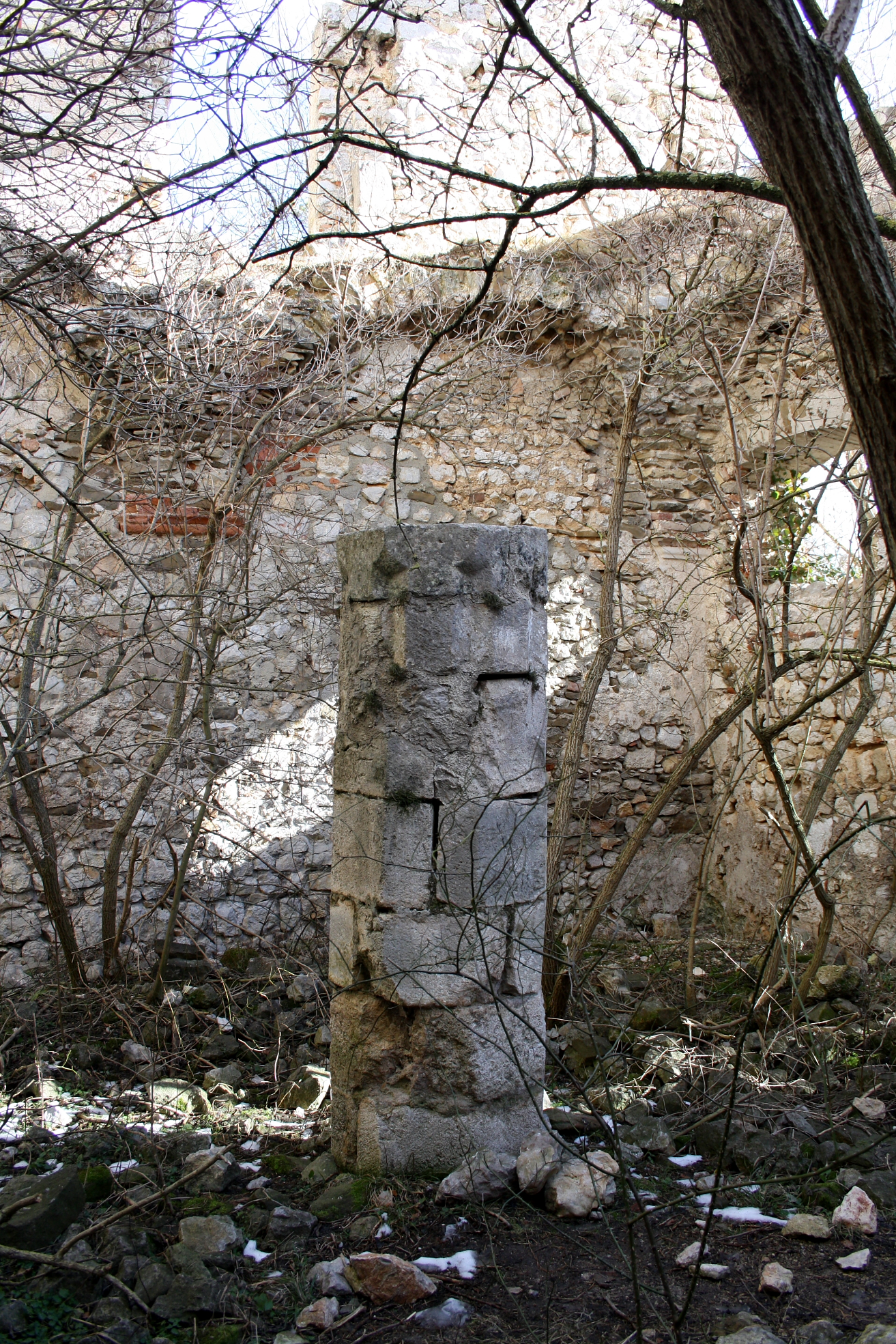
Achteckiger Säulenstumpf im Westen des nördlichen Wohntraktes.
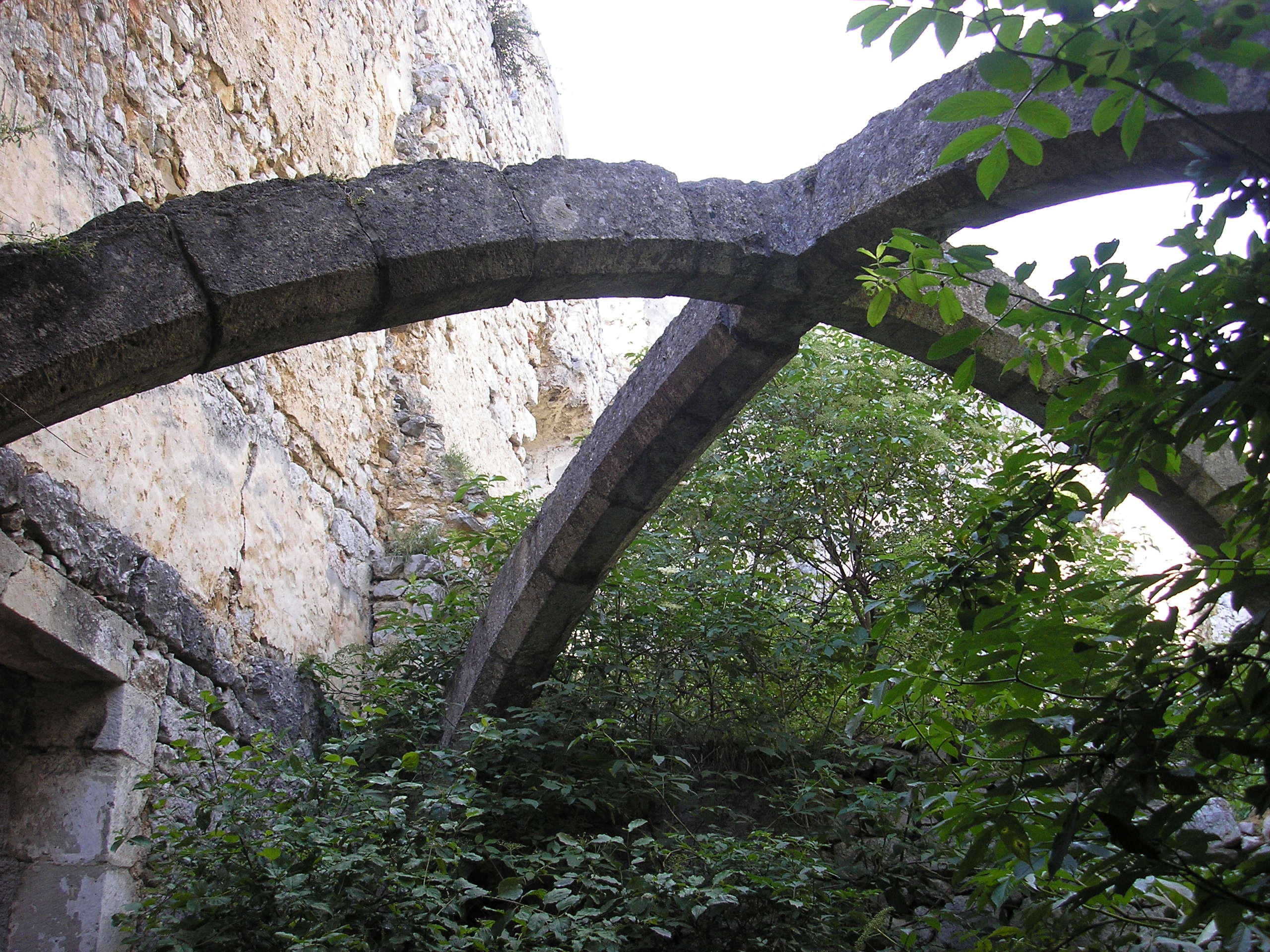
Kreuzgewölbe, westseitig im nördlichen Wohntrakt.